# 訪星珠
訪 星珠（ほう せいじゅ、1932年 - ）は、日本の占星術師、小説家。
本名・斎藤鈴子。

## 経歴
東京市神田出身。1964年に長編小説「刀工源清麿」を本名で刊行し、直木賞候補となる。
次回作として選んだ刀工の「堀川国広」が山伏であったことから密教および占星術の研究を始めた。
パルコ各店で展開された「クローバーリーフ」を主宰し、占星術師としても活動する。

## 著書
- 刀工源清麿 / 斎藤鈴子 徳間書店 1964
- 相性事典 ごま書房 1971 (セサミブックス)
- 干支別占星術全12冊　サンリオ山梨シルクセンター出版部、1972
- 相性占星術 ごま書房 1979.8. -- (ゴマブックス)
- 実践占星学 現代史出版会 1980.3
- 星占い幸運暦 現代史出版会, 1980.8
- 凶星期 芸文社 1980.12
- 凶星期大予言 現代史出版会（徳間ブックス）1982.3
- 星占いラッキーごよみ 1983（日本文芸社）
- 星占いごよみ 1984 日本文芸社, 1983.10
- 社会占星学 日本占星学アカデミー, 1985
- ホラリー・アストロロジー,宿縁と占星学 日本占星学アカデミー, c1986
- 新実践占星学 日本占星学アカデミー c1987
- 男と女と男の相性心理学 二見書房 1991.9. -- (二見wai wai文庫)
- 占星学実践講座 魔女の家books 1996.4. -- (世界占星学選集 ; 第4巻)
- つきあい方がわかる相性占い 二見書房, 2000.3. -- (二見wai wai文庫)
- ホロスコープ
- 相性心理学
- 銀河占星術